# Shuangyashan
Shuangyashan (en chino, 双鸭山; pinyin, Shuāngyāshān) es una ciudad-prefectura en la provincia de Heilongjiang noreste de la República Popular China. En 2007 tenía un PIB de 20,6 mil millones de yuanes, con un crecimiento del 14,2 % , es un importante centro del carbón. Su área es de 22 051 km² y su población total para 2020 superó el 1,2 millones de habitantes.

## Toponimia
Lleva el nombre de un par de picos montañosos que parecen "patos" ; Shuang'ya (双鸭 par de patos) y Shan (山 montaña) .

## Administración
a ciudad prefectura de Shuangyashan se divide en 8 localidades que se administran en 4 distritos urbanos y 4 condados rurales
- Distrito Jianshan (尖山区)
- Distrito Lingdong (岭东区)
- Distrito Sifangtai (四方台区)
- Distrito Baoshan (宝山区)
- Condado Jixian (集贤县)
- Condado Youyi (友谊县)
- Condado Baoqing (宝清县)
- Condado Raohe (饶河县)

## Historia
En Shuangyashan el cultivado existe desde el Neolítico. Perteneció al Estado Sushen en la Dinastía Zhou del Oeste. Durante la Guerra Chino-Japonesa de Lucha en el siglo XX, fue ocupada por los invasores. Después de la nueva República de China, fue establecida una agencia de mina de carbón llamada Shuangyashan. Luego, en 1966, se convirtió en una ciudad-prefectura.

## Clima
Shuangyashan está rodeado de pequeñas montañas, toda la zona es alta en el sureste y baja en el noroeste. Montañas, cerros, bosques y llanura son las principales características geográficas.
Shuangyashan pertenece a la zona de clima templado. El invierno dura un tiempo largo y el clima es seco y frío. La temperatura anual media del mes más frío (enero) es de -18 °C. El verano es corto, lluvioso y caliente. Julio es el mes más caluroso con una temperatura promedia de 22 °C.
| Parámetros climáticos promedio de Shuangyashan (1991–2020 estándar, extrema 1981–2010) | Parámetros climáticos promedio de Shuangyashan (1991–2020 estándar, extrema 1981–2010) | Parámetros climáticos promedio de Shuangyashan (1991–2020 estándar, extrema 1981–2010) | Parámetros climáticos promedio de Shuangyashan (1991–2020 estándar, extrema 1981–2010) | Parámetros climáticos promedio de Shuangyashan (1991–2020 estándar, extrema 1981–2010) | Parámetros climáticos promedio de Shuangyashan (1991–2020 estándar, extrema 1981–2010) | Parámetros climáticos promedio de Shuangyashan (1991–2020 estándar, extrema 1981–2010) | Parámetros climáticos promedio de Shuangyashan (1991–2020 estándar, extrema 1981–2010) | Parámetros climáticos promedio de Shuangyashan (1991–2020 estándar, extrema 1981–2010) | Parámetros climáticos promedio de Shuangyashan (1991–2020 estándar, extrema 1981–2010) | Parámetros climáticos promedio de Shuangyashan (1991–2020 estándar, extrema 1981–2010) | Parámetros climáticos promedio de Shuangyashan (1991–2020 estándar, extrema 1981–2010) | Parámetros climáticos promedio de Shuangyashan (1991–2020 estándar, extrema 1981–2010) | Parámetros climáticos promedio de Shuangyashan (1991–2020 estándar, extrema 1981–2010) |
| Mes                                                                                    | Ene.                                                                                   | Feb.                                                                                   | Mar.                                                                                   | Abr.                                                                                   | May.                                                                                   | Jun.                                                                                   | Jul.                                                                                   | Ago.                                                                                   | Sep.                                                                                   | Oct.                                                                                   | Nov.                                                                                   | Dic.                                                                                   | Anual                                                                                  |
| -------------------------------------------------------------------------------------- | -------------------------------------------------------------------------------------- | -------------------------------------------------------------------------------------- | -------------------------------------------------------------------------------------- | -------------------------------------------------------------------------------------- | -------------------------------------------------------------------------------------- | -------------------------------------------------------------------------------------- | -------------------------------------------------------------------------------------- | -------------------------------------------------------------------------------------- | -------------------------------------------------------------------------------------- | -------------------------------------------------------------------------------------- | -------------------------------------------------------------------------------------- | -------------------------------------------------------------------------------------- | -------------------------------------------------------------------------------------- |
| Temp. máx. abs. (°C)                                                                   | 2.9                                                                                    | 10.4                                                                                   | 20.4                                                                                   | 29.9                                                                                   | 33.8                                                                                   | 37.2                                                                                   | 38.2                                                                                   | 37.3                                                                                   | 32.2                                                                                   | 27.6                                                                                   | 16.8                                                                                   | 5.7                                                                                    | '                                                                                      |
| Temp. máx. media (°C)                                                                  | -11.4                                                                                  | -6.4                                                                                   | 1.8                                                                                    | 12.4                                                                                   | 20.4                                                                                   | 25.2                                                                                   | 27.7                                                                                   | 26.1                                                                                   | 21.0                                                                                   | 11.9                                                                                   | -0.7                                                                                   | -10.1                                                                                  | 9.8                                                                                    |
| Temp. media (°C)                                                                       | -16.1                                                                                  | -11.4                                                                                  | -3.1                                                                                   | 7.0                                                                                    | 14.6                                                                                   | 19.7                                                                                   | 22.9                                                                                   | 21.2                                                                                   | 15.3                                                                                   | 6.7                                                                                    | -4.9                                                                                   | -14.3                                                                                  | 4.8                                                                                    |
| Temp. mín. media (°C)                                                                  | -19.5                                                                                  | -15.7                                                                                  | -7.7                                                                                   | 1.8                                                                                    | 9.0                                                                                    | 14.6                                                                                   | 18.4                                                                                   | 17.0                                                                                   | 10.5                                                                                   | 2.2                                                                                    | -8.5                                                                                   | -17.5                                                                                  | 0.4                                                                                    |
| Temp. mín. abs. (°C)                                                                   | -32.8                                                                                  | -30.9                                                                                  | -23.2                                                                                  | -10.3                                                                                  | -1.9                                                                                   | 3.5                                                                                    | 9.6                                                                                    | 7.8                                                                                    | -1.8                                                                                   | -13.1                                                                                  | -26.4                                                                                  | -30.2                                                                                  | '                                                                                      |
| Precipitación total (mm)                                                               | 8.0                                                                                    | 5.5                                                                                    | 17.3                                                                                   | 29.3                                                                                   | 57.8                                                                                   | 81.4                                                                                   | 126.3                                                                                  | 117.1                                                                                  | 61.3                                                                                   | 34.1                                                                                   | 18.5                                                                                   | 11.9                                                                                   | 568.5                                                                                  |
| Días de precipitaciones (≥ 0.1 mm)                                                     | 6.9                                                                                    | 5.0                                                                                    | 7.9                                                                                    | 8.9                                                                                    | 12.3                                                                                   | 14.0                                                                                   | 13.5                                                                                   | 14.3                                                                                   | 10.4                                                                                   | 7.7                                                                                    | 7.0                                                                                    | 8.1                                                                                    | 116                                                                                    |
| Días de nevadas (≥ 1 mm)                                                               | 11.3                                                                                   | 8.5                                                                                    | 11.6                                                                                   | 5.4                                                                                    | 0.3                                                                                    | 0                                                                                      | 0                                                                                      | 0                                                                                      | 0                                                                                      | 3.5                                                                                    | 10.0                                                                                   | 13.0                                                                                   | 63.6                                                                                   |
| Horas de sol                                                                           | 178.0                                                                                  | 199.0                                                                                  | 248.3                                                                                  | 250.8                                                                                  | 255.7                                                                                  | 246.2                                                                                  | 244.1                                                                                  | 227.7                                                                                  | 231.2                                                                                  | 190.7                                                                                  | 164.2                                                                                  | 154.9                                                                                  | 2590.8                                                                                 |
| Humedad relativa (%)                                                                   | 65                                                                                     | 58                                                                                     | 52                                                                                     | 49                                                                                     | 56                                                                                     | 68                                                                                     | 74                                                                                     | 77                                                                                     | 68                                                                                     | 56                                                                                     | 58                                                                                     | 65                                                                                     | 62.2                                                                                   |
| Fuente: Administración Meteorológica China                                             |                                                                                        |                                                                                        |                                                                                        |                                                                                        |                                                                                        |                                                                                        |                                                                                        |                                                                                        |                                                                                        |                                                                                        |                                                                                        |                                                                                        |                                                                                        |